# David Wolfe (jésuite)
David Wolfe (1528, Limerick - 1578, Lisbonne) est un jésuite irlandais devenu légat papal en Irlande.

## Biographie
David Wolfe est né à Limerick. En 1554 il rejoint la Compagnie de Jésus. Après sa formation il est nommé par Ignace lui-même recteur du collège de Modène.
Vers août 1560, Wolfe est envoyé en Irlande par Ignace à la demande du Pape. Il s'y rend avec les pouvoirs de légat apostolique. Sa mission est ardue. Il lui est demandé de revigorer le catholicisme et de remettre de l'ordre dans la hiérarchie ecclésiastique. Pour ce faire Wolfe décide de l'envoi d'un certain nombre d'ecclésiastiques catholiques irlandais à Rome pour se former. Il fonde un collège, encourage et confirme la fondation de plusieurs nouvelles congrégations religieuses. 
Son action finit par déplaire aux autorités. Il est arrêté en 1567 et emprisonné à Dublin. Il ne sera relâché qu'en 1572 après le versement d'une rançon payée, semble-t-il, par la province jésuite du Portugal. Il est ensuite expulsé vers l'Espagne. Il milite alors auprès du roi Philippe II et de la cour espagnole pour une intervention militaire visant à rétablir par la force le catholicisme en Irlande. Son projet n'aboutira pas. Après un passage par Rome vers 1575 il est au Portugal. D'après plusieurs sources Wolfe devait être envoyé aux Indes. Son voyage tourne court puisqu'il est capturé alors en route le 24 mars 1578 par un navire anglais. Libéré, il retourne à Lisbonne. 
La fin de la vie de Wolfe est obscure. Il semble avoir été en conflit avec le provincial du Portugal. Il aurait alors décidé de quitter la Compagnie de Jésus, à moins qu'il en fut chassé. Il meurt peu de temps après.